# Bi-Wiring

Gegenüberstellung Lautsprecheranschluss mittels Single-Wiring bzw. Bi-Wiring

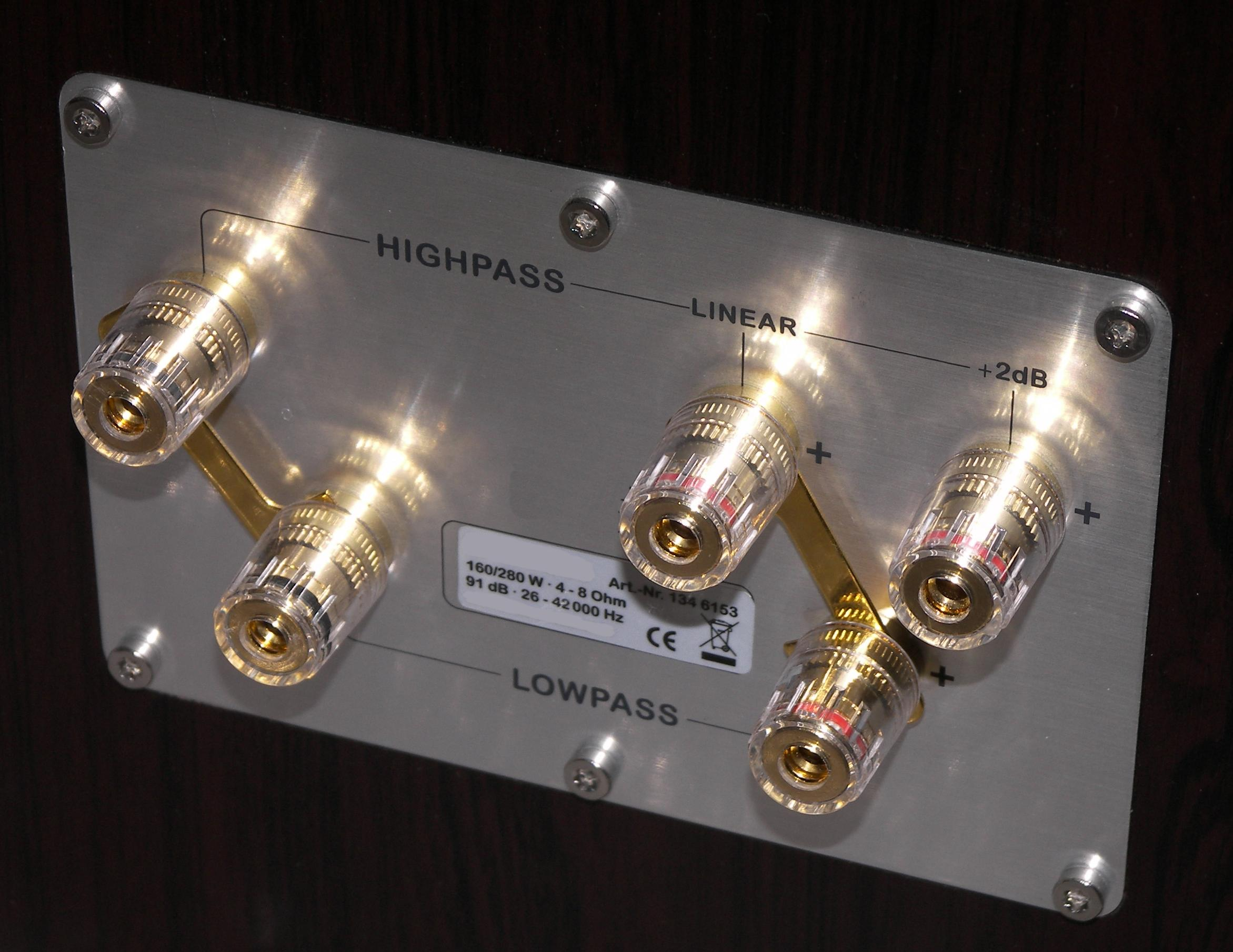
Durch Entfernung der Blechbrücken für Bi-Wiring und passives Bi-Amping nutzbares Lautsprecher-Anschlussterminal

Unter Bi-Wiring (dt.: Doppelverdrahtung) versteht man das Betreiben einer Lautsprecherbox mit zwei getrennten Lautsprecherleitungen für einerseits den Tiefton- und andererseits den Mittel-Hochton-Zweig des Lautsprechers an einem Voll- oder Endverstärker. Dazu muss der Lautsprecher in der Lage sein, die Hoch-/Mittelton-Chassis und das Basschassis getrennt anzusteuern, also getrennte Eingangsbuchsen für den Tiefton- und den Mittel-Hochton-Zweig der Lautsprecherweiche aufweisen.
Neben Bi-Wiring wird auch Tri-Wiring vermarktet, hier werden analog zum Bi-Wiring aber drei Kabel-Paare verlegt. Bi-Wiring ist ferner zu unterscheiden vom Bi-Amping, bei welchem der Tief- und der Mittelhochtonbereich jeweils von einer eigenen Endstufe versorgt werden und nicht von einer gemeinsamen. 

## Hörbarkeit
Die Wirksamkeit von Bi-Wiring ist auch in der Hifi-Szene umstritten. Befürworter argumentieren, dass die beiden Lautsprechersysteme für hohe und tiefe Frequenzen durch Bi-Wiring besser voneinander „entkoppelt“ seien und sich nicht gegenseitig beeinflussen könnten. Hierdurch soll eine Verbesserung bzw. Veränderung des Klangs der Verstärker-Lautsprecher-Kombination möglich sein. Schaltungstechnisch ist Bi-Wiring praktisch identisch mit dem herkömmlichen Verkabeln. Folglich können auch messtechnische Nachweise für eine Wirksamkeit nicht angeführt werden.
 

Während einzelne Special-Interest-Zeitschriften Bi-Wiring vorbehaltlos propagieren, wird es an anderer Stelle als eine der „zehn größten Lügen im Audio“ aufgeführt. An der schottischen University of St. Andrews wurde 2002 ein Artikel publiziert, der über ein Simulationsmodell ergründet, ob es in der Theorie einen Unterschied geben kann. Während das verwendete Modell dies nicht grundsätzlich ausschließt, lautet das Fazit doch: 

„[...] it is debatable if any variations in practice will normally be large enough to be audible or to be regarded as being of any real consequence. Moving your head a few centimetres when listening may have a larger effect in many rooms.“

 Deutsche Übersetzung: 

„[...] kann man darüber streiten, ob irgendwelche Veränderungen in der Praxis groß genug sind, um hörbar zu sein oder überhaupt irgendwelche tatsächlichen Folgen zu haben. Während des Hörens den Kopf um wenige Zentimeter zu bewegen könnte in vielen Räumen einen größeren Effekt hervorrufen.“

Der schwäbische Lautsprecherentwickler Günther Nubert beispielsweise sieht Bi-Wiring kritisch; man nutze auf jedem Strang nur den halben Querschnitt, der bei derselben Verkabelung im Mono-Wiring zur Verfügung stehe:

„Unsere Hörtests haben das bestätigt: Wenn überhaupt Unterschiede erkannt wurden, hatte Bi-Wiring bei langen, nicht allzu dicken Kabeln gegenüber einer Parallelschaltung der gleichen Leitungen eher klangliche Nachteile.“

Wissenschaftlich dokumentierte Blindtests, die die Wahrnehmbarkeit von klanglichen Unterschieden durch Bi-Wiring bei ausreichendem Kabelquerschnitt belegen, sind nicht bekannt. Daher müssen die behaupteten akustischen Verbesserungen als unbelegte Einzelmeinungen gelten.